# Oligacanthorhynchus microcephala
Espèce
Synonymes
- Echinorhynchus microcephala Rudolphi, 1819 - protonyme
- Hamanniella microcephala (Rudolphi, 1819)

Oligacanthorhynchus microcephala est une espèce d'acanthocéphales de la famille des Oligacanthorhynchidae. C'est un parasite digestif de sarigues du Nouveau-Monde.